# Listă de filme istorice din anii 2020
Aceasta este o listă de filme istorice lansate în anii 2020.
| 2020                                            |                                  |                                                            |       |       |
| '                                               |                                  |                                                            |       |       |
| 2021                                            |                                  |                                                            |       |       |
| The Battle at Lake Changjin (Chang jin hu)      | Dante Lam, Hark Tsui, Kaige Chen | Jacky Wu, Jackson Yee                                      | China | [ 1 ] |
| 2022                                            |                                  |                                                            |       |       |
| Marakkar: Lion of the Arabian Sea               | Priyadarshan                     | Mohanlal, Arjun Sarja, Suniel Shetty, Prabhu               | India | [ 2 ] |
| The Battle at Lake Changjin II (Chang jin hu 2) | Chen Kaige, Tsui Hark, Dante Lam | Wu Jing, Jackson Yee, Duan Yihong                          | China | [ 3 ] |
| 2023                                            |                                  |                                                            |       |       |
| Oppenheimer                                     | Christopher Nolan                | Cillian Murphy, Emily Blunt, Matt Damon, Robert Downey Jr. | SUA   | [ 4 ] |
| Prințesa (The Princess)                         | Lorenzo Senatore                 | Joey King, Dominic Cooper, Olga Kurylenko, Veronica Ngo    | SUA   | [ 5 ] |
| 2024                                            |                                  |                                                            |       |       |
| '                                               |                                  |                                                            |       |       |
| 2025                                            |                                  |                                                            |       |       |
| '                                               |                                  |                                                            |       |       |
| 2026                                            |                                  |                                                            |       |       |
| '                                               |                                  |                                                            |       |       |
| 2027                                            |                                  |                                                            |       |       |
| '                                               |                                  |                                                            |       |       |
| 2028                                            |                                  |                                                            |       |       |
| '                                               |                                  |                                                            |       |       |
| 2029                                            |                                  |                                                            |       |       |
| '                                               |                                  |                                                            |       |       |